# Dale Wilkinson
Dale Wayne Wilkinson (Pocatello, 18 marzo 1960) è un ex cestista statunitense, professionista nella NBA.

## Carriera
Venne selezionato dai Phoenix Suns al decimo giro del Draft NBA 1982 (221ª scelta assoluta).